# عزرا تيودور نيومان
عزرا تيودور نيومان (بالإنجليزية: Ezra T. Newman)‏ هو فيزيائي وأستاذ جامعي أمريكي، ولد في 17 أكتوبر 1929 في نيويورك في الولايات المتحدة وتوفي في 24 مارس 2021 في بيتسبرغ في الولايات المتحدة.